# Licônia

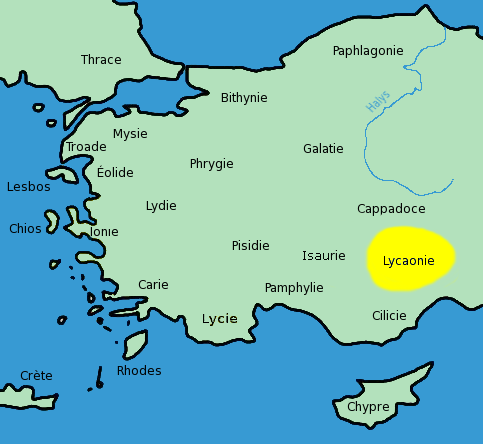
Licônia

Licônia (português brasileiro) ou Licónia (português europeu) (em grego: Λυκαονία; romaniz.: Lukaonia; em turco:  Likaonya), também chamada de Licaônia, era uma grande região no interior da antiga Ásia Menor (Anatólia), norte da dos Montes Tauro, na fronteira com a antiga região da Cilícia e, no período bizantino, com a Isáuria; porém, é difícil precisar suas fronteiras exatas pois elas variaram consideravelmente com o tempo.

## Etimologia
O nome "Licônia" não é encontrado na obra de Heródoto, mas ela foi mencionada por Xenofonte como uma das regiões no caminho de Ciro, o Jovem, em sua marcha através da Ásia. Ele descreve Icônio como a última cidade da Frígia; além disso, em Atos 14:6, Paulo de Tarso, depois de deixar Icônio, cruzou a fronteira e chegou à Listra, na Licônia. Ptolemeu, por outro lado, inclui a Licônia como parte da Capadócia, uma associação que depois foi feita pelos romanos por motivos administrativos. Porém, é claro nas fontes, incluindo Xenofonte e Estrabão, que se tratava de duas regiões distintas.
Há uma teoria que postula que o nome "Lycaonia" seja uma versão grega (influenciada pelo nome masculino grego Lycaon) de uma forma original "Lucauana" (Lukkawanna), que significaria "a terra do povo Luca" numa antiga língua anatólica aparentada com o hitita.

## Geografia

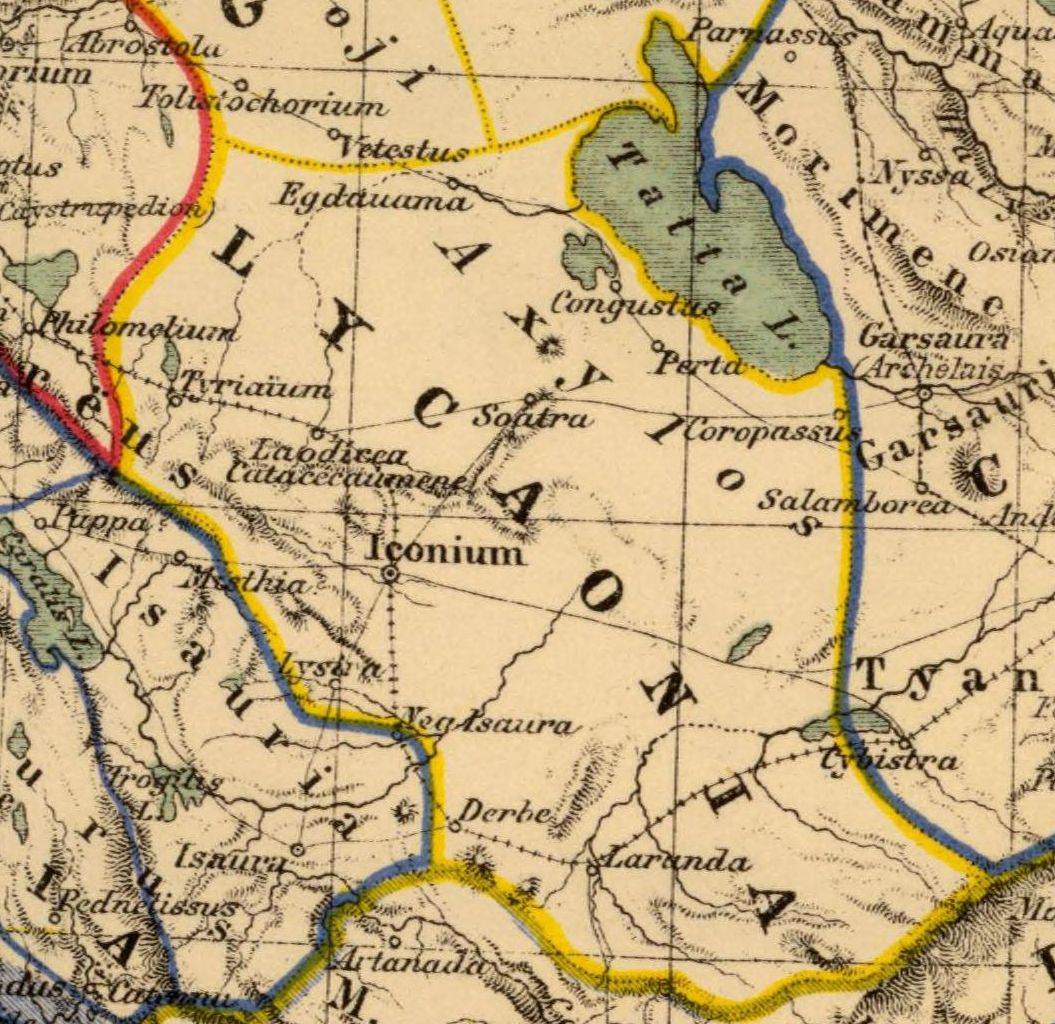
Mapa antigo da Licônia

A Licônia é descrita por Estrabão como sendo uma terra fria com planícies elevadas que davam pasto a jumentos selvagens e ovelhas - estas ainda presentes hoje, mas os jumentos desapareceram. Amintas, rei da Galácia, que controlou a região por um tempo, mantinha ali não menos que 300 cabeças de gado. Ela é parte do platô interior da Ásia Menor e tem uma elevação de 1000 metros. Falta água na região, o que é agravado em algumas regiões pela abundância de sal no solo, como na porção norte, que vai de Icônio até o lago de sal de Tatta, e na fronteira com a Galácia, que é desolada, com umas poucas áreas cultivadas entre Icônio e as vilas maiores. O solo, onde há água, é produtivo. Em tempos antigos, a distribuição e preservação da água tinha extrema importância, tanta que muitas terras hoje desoladas no passado sustentavam grandes povoações.
A planície é interrompida por algumas pequenas cadeias montanhosas de natureza vulcânica, das quais a Kara Dagh, no sul, a poucos quilômetros para o norte de Caramânia, se ergue até 2 288 metros, enquanto Karadja Dagh, mais para o nordeste, mesmo não sendo tão alta, apresenta uma impressionante variedade de cones vulcânicos. As montanhas no noroeste, perto de Icônico e Laodiceia Combusta, fazem parte do fim da cadeia de Sultan Dagh, que atravessa boa parte da Frígia.

## Licônios
Os licônios parecem ter sido, em grande medida, independentes do Império Aquemênida, pelo menos no início, e eram, como seus vizinhos isáurios, um povo de saqueadores selvagens e sem leis. Contudo, a região onde moravam era atravessada por uma das grandes estradas da Ásia Menor, a Estrada Real Persa, que ia de Sardis e Éfeso até as Portas da Cilícia, o que permitiu a criação de algumas poucas cidades importantes em seu percurso. A mais importante era sem dúvida Icônio, na região mais fértil de todo o país, que era considerada pelos romanos e bizantinos como a capital, apesar de ser, etnologicamente falando, uma cidade frígia. Ela é hoje chamada de Cônia e foi a capital do Império Seljúcida por séculos. Um pouco mais para o norte, na fronteira com a Frígia, estava Laodiceia Combusta (moderna Ladique), dita "Combusta" para distingui-la da cidade frígia de mesmo nome. No sul, perto do sopé dos Montes Tauro, estava Laranda, chamada atualmente de Caramânia, que emprestou seu nome à província de Caramânia. Derbe e Listra, que aparecem nos Atos dos Apóstolos como sendo importantes cidades, estavam localizadas entre Icônio e Laranda. Havia ainda muitas outras cidades que tornaram-se sés episcopais nos tempos bizantinos. A Licônia foi cristianizada muito cedo e seu sistema eclesiástico era o mais organizado de toda a Ásia Menor no final do século IV.
Licônios parecem ter mantido sua cultura distinta na época de Estrabão, mas suas afinidades étnicas são desconhecidas. A menção da língua licônia nos Atos dos Apóstolos (Atos 14:11) mostra que ela ainda era falada pelo povo de Listra por volta de 50 e provavelmente foi apenas depois, já por influência cristã, que o grego a substituiu. É notável, porém, que nos Atos Barnabé tenha sido chamado de Zeus e que Paulo tenha sido confundido com Hermes pelos licônios, o que faz com que alguns estudiosos acreditem que a língua licônia tenha sido, na realidade, um dialeto grego cujas reminiscências ainda podem ser encontradas no grego capadócio, que é classificado como um dialeto distinto.

## História

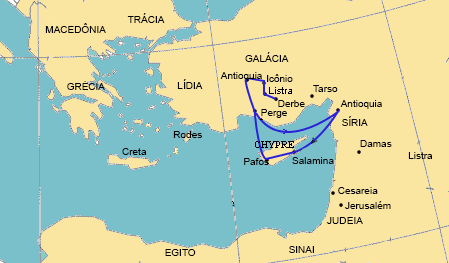
1ª viagem de Paulo pela Galácia e Licônia

### Conquista romana
Depois da derrota de Antíoco III, o Grande, do Império Selêucida, a Licônia foi dada pelos romanos a Eumenes II, rei de Pérgamo. Por volta de 160 a.C., parte da região, a Tetrarquia da Licônia, foi separada e anexada ao Reino da Galácia e, em 129 a.C., a metade oriental (que ficou conhecida como "Licônia" pelos duzentos anos seguintes), foi dada ao Reino da Capadócia como sua décima-primeira strategia. Na reorganização provincial de 64 a.C. promovida por Pompeu Magno depois das Guerras Mitridáticas, ele cedeu a parte norte da tetrarquia para a Galácia e a metade oriental desta strategia para a Capadócia. O que restou, ele anexou à província da Cilícia. Porém, a administração e o agrupamento das regiões mudavam frequentemente durante o período romano.

### Viagem de Paulo
Segundo o texto bíblico, o apóstolo Paulo visitou Derbe e Listra durante a primeira e a segunda viagem missionária, anunciando o Evangelho e organizando comunidades cristãs. Talvez tenha parado ali também na terceira jornada missionária ao viajar "de lugar em lugar através do país da Galácia".
De acordo com o capítulo 14 dos Atos dos Apóstolos, após ter escapado da perseguição em Icônio, Paulo e Barnabé foram a Listra para evangelizar e, numa ocasião, teriam curado um paralítico de nascença. Por causa deste milagre, os habitantes da cidade pensaram que os dois fossem a encarnação dos deuses pagãos Zeus (Júpiter) e Hermes (Mercúrio), tendo o apóstolo impedido, com muita dificuldade, que as multidões lhes oferecessem sacrifícios de adoração.
Depois disso, alguns judeus incrédulos de Antioquia na Pisídia e de Icônio teriam vindo a Listra a fim de incitar a multidão para que apedrejasse Paulo, que milagrosamente sobreviveu e seguiu para Derbe.

### Província
Em 371, a Província da Licônia foi finalmente organizada como parte da Diocese da Ásia na Prefeitura pretoriana do Oriente, uma situação que perdurou até o século XII, quando ela foi incorporada pelo Tema da Anatólia.
As moedas da Licônia são bastante raras. A julgar pela quantidade de tipos e emissões conhecidas, a cunhagem de moedas parece ter sido uma atividade esporádica e, provavelmente, tinha objetivos puramente prestigiosos ou comemorativos, celebrando importantes eventos como a visita do imperador.

## Sés episcopais
As sés episcopais da província que aparecem no Annuario Pontificio como sés titulares são:
- Amblada (Asardag)
- Barata (Madenşehri)
- Cana (Genne)
- Corna (Dinorna)
- Derbe
- Ecdaumava
- Hyda na Licônia (Karapinar)
- Icônio
- Ilistra (Ilisra)
- Isaurópolis (Dorla)